# Abacoproeces
Abacoproeces is een geslacht van spinnen uit de familie hangmatspinnen (Linyphiidae).

## Soorten
De volgende soorten zijn bij het geslacht ingedeeld:
- Abacoproeces molestus Thaler, 1973
- Abacoproeces saltuum (L. Koch, 1872)